# Udonis Haslem
Udonis Johneal Haslem (nascut el 9 de juny de 1980 a Miami, Florida), és un jugador de bàsquet professional estatunidenc que juga als Miami Heat de l'NBA.
La temporada 2012-13 es va proclamar campió de l'NBA amb els Miami Heat.